# Bitva u Belasice
Bitva u Belasice, známá též jako bitva u Kleidionu, jež se odehrála 29. července 1014, byla jednou z rozhodujících porážek bulharské armády během byzantsko-bulharských válek.

## Okolnosti bitvy
Roku 976 usedl na byzantský trůn císař Basileios II., který si vytkl za cíl dobýt bulharský stát a přičlenit jej k byzantské říši. Císař pomocí trvalého postupu a soustavného dobývání měst a pevností postupně podroboval bulharská území své vládě. Bulharská říše pod vedením cara Samuela tak dokázala udržovat svoje postavení jen za cenu neustálých válek.

## Průběh

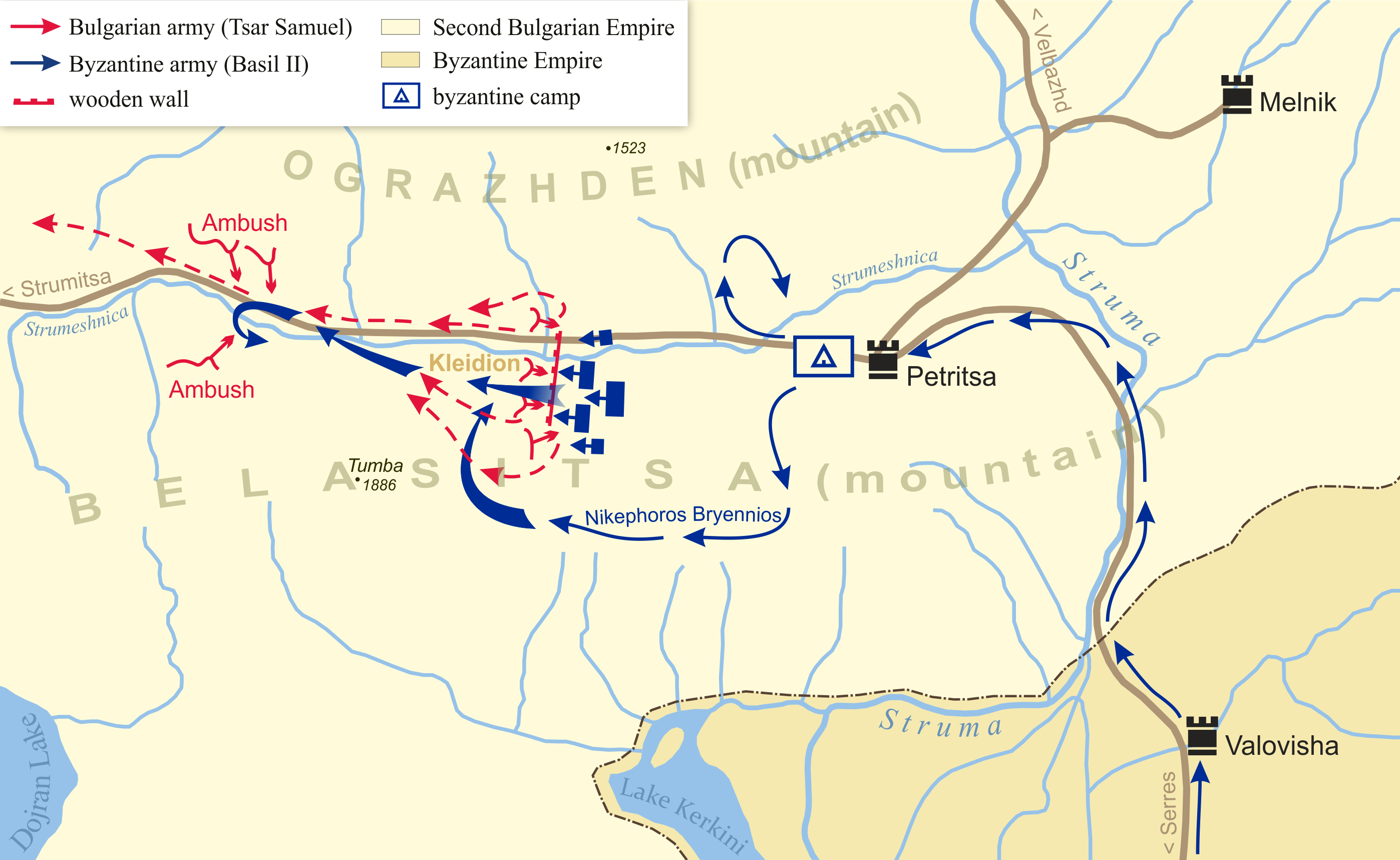
Schéma bitvy

Rozhodující bitva se odehrála v údolí mezi horskými hřebeny Belasica a Ogražden, západně od města Petrič. Samuel zde postavil obrannou zeď u obce Ključ (řecky Kleidion, oba názvy znamenají česky Klíč), ale byzantský generál Nikephoros Xiphias ji s částí vojska obešel po hřebeni Belasice a napadl Bulhary zezadu. V nastalém zmatku došlo k opuštění opevněné zdi, jejímu prolomení hlavními silami útočníka a naprosté porážce. Zajetí či zabití se vyhnulo krom Samuela pouze malé množství jeho mužů.

## Následky

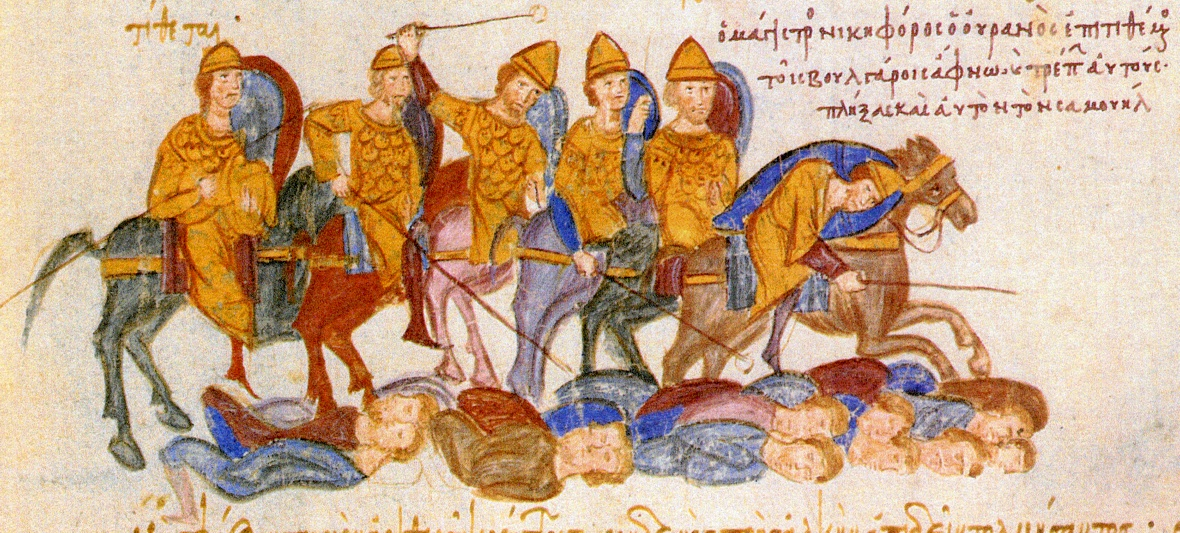
Byzantici porážejí Bulhary u Kleidionu, Madrid Skylitzes

Byzantský císař následně nechal 14 000 zajatých Bulharů oslepit a pouze každému stému z nich nechal jedno oko, aby mohl dopravit své společníky domů. Ve chvíli, kdy Samuel průvod oslepených spatřil, ranila jej mrtvice a záhy nato zemřel. Po jeho smrti se již bulharský stát začal pomalu rozpadat, až byl roku 1018 připojen k byzantské říši a stal se jednou z jejích provincií.